# Lorent Berisha
Lorent Berisha (* 21. Jahrhundert in der Schweiz) ist ein Schweizer Sänger. Er belegte 2023 den dritten Platz in der RTL-Castingshow Deutschland sucht den Superstar.

## Leben
Lorent Berisha wohnt in der Schweiz. Er schloss 2022 eine Ausbildung als Medizinischer Praxisassistent ab.
2023 nahm er an der 20. Staffel von DSDS teil. Sein Finalsong Complicated stammt von Matt James, Tom Gregory, Jamie Scott und Mike Needle, die mit der Jurorin Leony zusammenarbeiteten. Produziert wurde das Stück von Mark Becker, Matt James und Vitali Zestovskih. Die Ballade handelt davon, dass jemand innerlich zerbricht und sich dennoch alles schönredet, was auf Dauer nicht gutgehen kann. Berisha wurde nach Sem Eisinger und Monika Gajek Drittplatzierter. Am 23. April 2023 stieg Complicated in die Schweizer Charts auf Platz 87 ein.

## Diskografie
Singles
- 2023: Complicated
- 2024: Stranger
- 2024: Heartache